# Amália Max
Amália Max Buss (Ponta Grossa, 13 de julho de 1929 – Ponta Grossa, 8 de julho de 2014) foi uma professora, pintora e trovadora brasileira.

## Biografia
Descendente de imigrantes alemães do Volga, é filha de João Max e Maria Suckstorf Max, casou-se com o Adão Buss, com quem teve três filhos. A professora foi uma incentivadora das atividades poéticas centralizadas na trova, atuando também nos movimentos culturais literários nacionais. Foi também radialista, onde apresentava programas direcionado ao público feminino e atriz de radionovela.
Membro da União Brasileira de Trovadores, da Academia de Letras dos Campos Gerais, onde é fundadora da cadeira 13 sendo ainda ocupante, da Academia de Letras José de Alencar (Curitiba - PR), do Centro de Letras do Paraná, além de pertencer a demais instituições e organizações até mesmo internacionais.
Amália publicou muitas obras e também participou de diversas coletâneas poéticas como em destaque Antologia de Trovadores no Paraná (1984) e Trovas sobre o Mar (1985). Destaque paranaense, homenageada diversas vezes por contribuir para a cultura brasileira, recebendo também centenas de premiações em Jogos Florais. Possui mais de 100 publicações em jornais e revistas do Brasil e do mundo e mais de 300 prêmios em concursos nacionais e internacionais.